# Pentacoelum punctatum
Pentacoelum punctatum är en plattmaskart som först beskrevs av Brandther 1935.  Pentacoelum punctatum ingår i släktet Pentacoelum, och familjen Bdellouridae. Arten är reproducerande i Sverige.